# Filomeno da Costa
Filomeno Junior da Costa (* 21. Juni 1998 in Dili, Osttimor), auch in der Schreibweise Filomeno da Costa oder kurz Filomeno bekannt, ist ein osttimoresischer Fußballspieler auf der Position des Innenverteidigers. Er ist aktuell für Sport Laulara e Benfica und die osttimoresische Fußballnationalmannschaft aktiv.

## Karriere

### Verein
Filomeno begann seine Profikarriere im Jahr 2017 beim amtierenden Meister Sport Laulara e Benfica in Laulara. Hier wurde er in seiner Debütsaison vierter in der osttimoresischen Meisterschaft. Im Halbfinale des Taça 12 de Novembro 2017 musste er sich den späteren Pokalsieger Atlético Ultramar knapp mit 1:0 geschlagen geben. Eine Saison später scheiterte er mit der Mannschaft erneut an Atlético Ultramar im Halbfinale, diesmal jedoch deutlicher mit 1:5. Die Saison 2019 beendete er mit den Verein auf den 5. Tabellenplatz der Liga Futebol Amadora Primeira Divisão. Beide Pokalendspiele (Taça 12 de Novembro und Supertaça) gingen jedoch gegen den osttimoresischen Meister Lalenok United verloren. Auch in der Spielzeit 2020 konnte Filomeno mit seinen Verein nicht gegen Lalenok United gewinnen und unterlag im Finale um die Meisterschaft 2:1 und im Endspiel des Taça 12 de Novembro mit 4:1 nach Elfmeterschießen. 2021 konnte er ebenfalls keine Titel feiern und belegte am Ende der Saison mit dem Team einen Platz im Mittelfeld der Tabelle.

### Nationalmannschaft
Sein Debüt für die osttimoresische Fußballnationalmannschaft gab Filomeno am 1. September 2018 im Rahmen der Qualifikation zur Südostasienmeisterschaft gegen die Auswahl des Sultanats Brunei. Er nahm an mehreren Qualifikationsspielen zur Fußball-Weltmeisterschaft (2022) und Südostasienmeisterschaft (2018, 2021) teil, konnte jedoch keine nennenswerten Erfolge erzielen. Seinen bisher letzten Einsatz im Trikot der Nationalelf absolvierte Filomeno am 27. Januar 2022, im Freundschaftsspiel gegen die Mannschaft aus Indonesien.